# Julius Korir
Julius Korir (ur. 21 kwietnia 1960 w Nandi) – kenijski lekkoatleta, długodystansowiec, złoty medalista olimpijski z Los Angeles.
Największe sukcesy odnosił w biegu na 3000 metrów z przeszkodami. Zwyciężył w tej konkurencji na Igrzyskach Wspólnoty Narodów w 1982 w Brisbane.
Zajął 7. miejsce w finale na 3000 metrów z przeszkodami na mistrzostwach świata w 1983 w Helsinkach. Na igrzyskach olimpijskich w 1984 w Los Angeles wygrał kolejno przedbieg, półfinał i finał. W biegu finałowym rozpoczął finisz w połowie ostatniego okrążenia i nie oddał prowadzenia do mety.
Późniejsza kariera Korira była utrudniona przez kontuzje, ale zdobył brązowy medal indywidualnie i złoty drużynowo w mistrzostwach świata w biegach przełajowych w 1990 w Aix-les-Bains.

## Rekordy życiowe
- bieg na 3000 metrów – 7:50,54 (1994)
- bieg na 10 000 metrów – 28:17,43 (1994)
- bieg na 3000 metrów z przeszkodami – 8:11,80 (1984)